# Sweetwater Dam

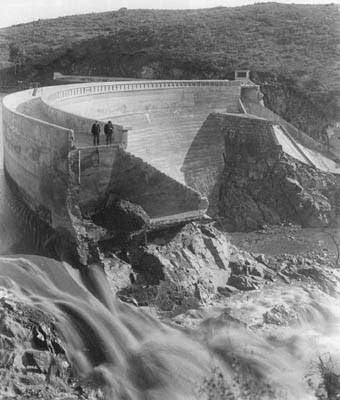
Sweetwater Dams kollaps 1916

Sweetwater Dam är en dammbyggnad över Sweetwater River i San Diego, Kalifornien. Dammen uppfördes första gången 1888. Idag tjänar den som ett vattenlager för San Diego, om torka skulle utbryta. En del närbelägna kommuner får sitt vatten från reservoaren.

## Dammkollapsen 1916
Vintern 1915 var det väldigt torrt i södra Kalifornien. Vattenreservoarerna var nästan tomma. San Diego-borna var så desperata att de lät staden kalla efter Charles Hatfield, som var känd som "the Rainmaker" (Regnmannen). Staden lovade Hatfield 10 000 dollar om han kunde framkalla mycket regn före årets slut. Från den 9 december, dagen efter det att han påbörjat uppdraget, kom en störtflod av regn. Regnet var så omfattande att det till slut fick Sweetwaterdammen att brista.